# Западный Годавари
Западный Годавари (телугу పశ్చిమ గోదావరి జిల్లా; англ. West Godavari) — округ на востоке индийского штата Андхра-Прадеш. Административный центр — город Элуру.
Образован в 1925 году в результате разделения округа Годавари на два самостоятельных округа — Западный Годавари и Восточный Годавари.

## География
Площадь округа — 7742 км².

## Демография
По данным всеиндийской переписи 2001 года население округа составляло 3 803 517 человек. Уровень грамотности взрослого населения составлял 73,5 %, что выше среднеиндийского уровня (59,5 %). Доля городского населения составляла 19,7 %.